# Acremodontina atypica
Acremodontina atypica är en snäckart som först beskrevs av Powell 1937.  Acremodontina atypica ingår i släktet Acremodontina och familjen Trochaclididae. Inga underarter finns listade i Catalogue of Life.